# Marusia (asistente virtual)
Marusya es un asistente de voz desarrollado por Mail.ru Group. Lanzado el 17 de junio de 2019 en fase de prueba.

## Desarrollo
El desarrollo de Mail.ru Group de su propio asistente de voz llamado "Marusia" se conoció en noviembre de 2018. El costo de desarrollo fue de alrededor de $2 millones El asistente de voz se somete a un autoaprendizaje mediante redes neuronales. "Marusia" fue apodada por la actriz de doblaje Yelena Solovyova, quien prestó su voz a los robots en la caricatura "Robots", la película "Blade Runner" y la serie de televisión "Love, Death & Robots".

## Características
Marusia está disponible en las plataformas iOS y Android como una aplicación separada. En el momento del lanzamiento de la prueba, "Marusia" pudo buscar la información necesaria en Internet, encender la música en la radio o desde la lista de reproducción de los usuarios en VKontakte, contar cuentos de hadas, averiguar el pronóstico del tiempo, el costo de los boletos de avión y tren, el horario en los cines. Una característica distintiva es el comando "Marusia, recuerda", que te permite guardar la información necesaria en la memoria del asistente. Desde el 26 de septiembre de 2019, un tema oscuro está disponible en la aplicación. En febrero de 2020, Marusia tiene más de 60 habilidades. En 2020, los desarrolladores planean integrar Marusia en todos los servicios del grupo Mail.ru. En diciembre de 2019, por primera vez, se presentó la aparición de la columna, en la que se integró la "Marusia". El 21 de enero de 2020, Mail.ru Group presentó a la venta su altavoz inteligente llamado "Capsule". Inicio de la venta de altavoces comenzó el 22 de abril de 2020.
- Datos: Q97441142